# Física de partícules
La física de partícules és la disciplina de la física que s'encarrega de l'estudi de les partícules constituents de la matèria i la radiació i de les interaccions entre aquestes. També s'anomena física d'altes energies, perquè la majoria de partícules estudiades no es troben de manera espontània en la natura; són inestables i s'han de crear i detectar mitjançant col·lisions a altes energies d'altres partícules estables amb l'ajuda dels acceleradors de partícules.
A banda dels acceleradors de partícules, altres fonts de dades experimentals són els raigs còsmics i, de manera indirecta, l'anàlisi de certs processos en astrofísica i cosmologia. Des d'un punt de vista teòric, la teoria que descriu les partícules conegudes actualment s'anomena model estàndard, i està fonamentada en la mecànica quàntica, i en particular en la teoria quàntica de camps.
La física de partícules es pot dividir, al seu torn, en diverses branques:
- Teòrica. Dedicada a proposar noves teories que vagin més enllà del model estàndard. En l'extrem, trobem la teoria de cordes, que és una prototeoria, avui en dia encara inacabada, que vol proposar una unificació de totes les interaccions existents, incloent-hi la gravetat.
- Fenomenològica. Dedicada a estudiar les conseqüències observacionals de les noves teories proposades, i a interpretar les dades experimentals en funció de les teories existents.
- Experimental. Dedicada a dissenyar els diversos experiments en física de partícules, i a analitzar-ne les dades.
- Física de partícules al reticle. Dedicada a estudiar numèricament, amb l'ordinador, les diverses propostes teòriques.

La física de partícules és la branca de la física que estudia els components elementals de la matèria i les interaccions entre aquests.
Les partícules fonamentals se subdivideixen en bosons (partícules d'espín sencer com ara 0, 1, 2...), que són les responsables de transmetre les forces fonamentals de la natura, i fermions (partícules d'espín semienter com ara 1/2 o 3/2).
Es coneix aquesta branca també com a física d'altes energies pel fet que, moltes de les partícules, se les pot veure només en grans col·lisions provocades en els acceleradors de partícules.

Diagrama de Feynman d'una desintegració beta, procés mitjançant el qual un neutró pot convertir-se en protó. En la figura, un dels tres quarks del neutró de l'esquerra (quark d en blau), emet una partícula W ^{ - } i passa a ser un quark (o); la partícula emesa (W ^{ -- }) es desintegra en un antineutrí i un electró

## Història

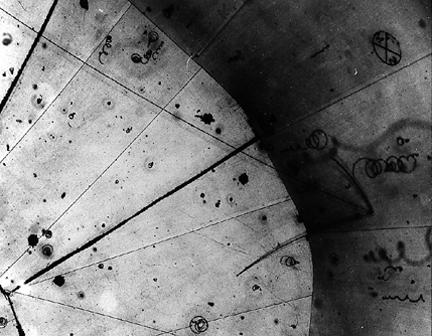
Primera observació d'un neutrí, després d'incidir sobre un protó, en una cambra de bombolles.

L'ésser humà, des de l'antiguitat, ha imaginat que l'univers en què habita està compost de diversos elements, per exemple, Empèdocles en el segle V abans de la nostra era, va postular que tot el que existeix es podria obtenir de la barreja d'aigua, terra, foc i aire. Podríem esmentar Demòcrit com el primer a indicar l'existència d'àtoms, com una mena d'elements indivisibles.
Els avenços científics de principis del segle xx per part de Max Planck, Albert Einstein, Niels Bohr i d'altres van donar lloc al naixement de la mecànica quàntica. L'efecte fotoelèctric mostrava la naturalesa quàntica de la llum per a explicar la seva interacció amb la matèria, i denominava fotó "com" de llum. Actualment, es coneixen tres partícules que interaccionen amb la matèria, anomenades bosons. Per a comprendre l'estructura de la matèria, van aparèixer diferents models atòmics i, cap al 1930, els electrons, protons i neutrons, els constituents bàsics de la matèria. Cap al 1960, gràcies a Murray Gell-Mann, es prediuen constituents més elementals per als protons i neutrons, els quarks, de manera que els elements bàsics constituents de la matèria es converteixen en quarks, electrons i neutrins.

## Partícules elementals
Els físics de partícules s'han esforçat des d'un principi per classificar les partícules conegudes i per descriure tota la matèria i les seves interaccions. Al llarg de la història de la física, hi ha hagut moltes partícules que en el seu moment s'han definit com a indivisibles, com ara els protons i neutrons, que més endavant s'ha demostrat que no ho són. Després de diferents teories atòmiques i nuclears, en l'actualitat, es fa servir l'anomenat model estàndard de física de partícules per a descriure la matèria que constitueix l'univers i les seves interaccions. D'acord amb el model estàndard, hi ha sis tipus de quarks, sis tipus de leptons i quatre tipus de bosons. Aquestes partícules estan dividides en dues grans categories pel principi d'exclusió de Pauli: les que no estan subjectes a aquest principi són els bosons i les que sí que ho estan se'ls diu fermions.

### Bosons

Esquema del model estàndard de partícules, amb els 12 fermions i els 5 bosons fonamentals

Els bosons són les partícules transmissores de les forces fonamentals i no compleixen el principi d'exclusió de Pauli, pel qual dues partícules poden ocupar el mateix estat quàntic. A temperatures molt baixes, tendeixen a agrupar-se i a ocupar el nivell energètic més baix. El 1924, Satyendra Nath Bose va postular un model estadístic que va ser generalitzat per Albert Einstein, is ara rep el nom d'estadística de Bose-Einstein, per a molècules a temperatures molt properes al zero absolut. Aquest model estadístic es pot aplicar també a aquest tipus de partícules.
Segons el model estàndard, els bosons són cinc:
| Partícula     | Símbol | Massa (en GeV/c2 ) | Càrrega elèctrica | Espín | Interacció       |
| ------------- | ------ | ------------------ | ----------------- | ----- | ---------------- |
| Fotó          | γ      | 0                  | 0                 | 1     | electromagnètica |
| Bosó W        | W±     | 80,4               | ±1                | 1     | feble            |
| Bosó Z        | Z0     | 91,187             | 0                 | 1     | feble            |
| Gluó          | G      | 0                  | 0                 | 1     | forta            |
| Bosó de Higgs | H      | 125,09             | 0                 | 0     | forta            |

### Fermions
Els fermions són partícules amb espín, o moment angular intrínsec, fraccionari i que es troben subjectes al principi d'exclusió de Pauli, o sigui, que dues partícules no poden ocupar el mateix estat quàntic en el mateix moment. La seva distribució està regida per l'estadística de Fermi-Dirac, d'aquí el seu nom.
Els fermions són bàsicament partícules de matèria, però a diferència dels bosons, no tots els fermions són partícules elementals. El cas més clar n'és el dels protons i neutrons; aquestes partícules són fermions, però estan compostos de quarks que, al nostre nivell actual de coneixements, sí que es consideren com a elementals.
Els fermions es divideixen en dos grups: els quarks i els leptons. Aquesta diferència s'aplica perquè els leptons poden existir aïllats, a diferència dels quarks, que es troben sempre en presència d'altres quarks. Els leptons, els fotons, i els bosons Z i W no tenen càrrega de color perquè no participen en interaccions fortes. Les propietats bàsiques d'aquestes partícules es troben aquí:
| Tipus de fermió   | Nom                                        | Símbol | Càrrega electromagnètica | Càrrega dèbil * | Càrrega de color | Massa |
| ----------------- | ------------------------------------------ | ------ | ------------------------ | --------------- | ---------------- | ----- |
| Leptó             |                                            |        |                          |                 |                  |       |
| Electró           | e -                                        | -1     | -1/2                     | 0               | 0,511 MeV/c ²    |       |
| Muó               | {\displaystyle \mu } -                     |        |                          |                 |                  |       |
| Tauó              | {\displaystyle \tau } -                    |        |                          |                 |                  |       |
| Neutrí electrònic | {\displaystyle \nu } i                     | 0      | +1/2                     | 0               | <50 eV/c ²       |       |
| Neutrí muònic     | {\displaystyle \nu } {\displaystyle \mu }  | 0      | +1/2                     | 0               | <0,5 MeV/c ²     |       |
| Neutrí tauònic    | {\displaystyle \nu } {\displaystyle \tau } | 0      | +1/2                     | 0               | <70 MeV/c ²      |       |
| Quark             |                                            |        |                          |                 |                  |       |
| Quark u           | o                                          | +2/3   | +1/2                     | R/G/B           | {5 MeV/c ²       |       |
| Quark c           | c                                          | +2/3   | +1/2                     | R/G/B           | {1/5 GeV/c ²     |       |
| Quark t           | t                                          | +2/3   | +1/2                     | R/G/B           | > 30 GeV/c ²     |       |
| Quark d           | d                                          | -1/3   | -1/2                     | R/G/B           | {10 MeV/c ²      |       |
| Quark s           | s                                          | -1/3   | -1/2                     | R/G/B           | {100 MeV/c ²     |       |
| Quark b           | b                                          | -1/3   | -1/2                     | R/G/B           | {4,7 GeV/c ²     |       |

Les partícules s'agrupen en generacions. N'hi ha tres generacions:
- La primera està composta per l'electró, el seu neutrí i els quarks u i d.
- La matèria ordinària està composta per partícules d'aquesta primera generació.
- Les partícules d'altres generacions es desintegren en partícules de les generacions inferiors.

## Partícules compostes
Els físics de partícules denominen hadrons les partícules que es componen d'altres més elementals. Els hadrons estan formats de quarks, d'antiquarks i de gluons. La càrrega elèctrica dels hadrons és un nombre enter, de manera que la suma de la càrrega dels quarks que els componen ha de ser un enter.
La interacció forta és la que predomina en els hadrons, encara que també s'hi manifesta la interacció electromagnètica i la feble. Les partícules amb càrrega de color interaccionen mitjançant gluons; els quarks i els gluons, en tenir càrrega de color, estan confinats a romandre units en una partícula amb càrrega de color neutre. La formulació teòrica d'aquestes partícules, la van realitzar simultàniament i independentment Murray Gell-Mann i George Zweig el 1964 en l'anomenat model de quarks. Aquest model ha rebut nombroses confirmacions experimentals des d'aleshores.
Els hadrons se subdivideixen en dues classes de partícules: els barions i els mesons.

### Barions

Estructura d'un protó

Els barions són partícules que contenen tres quarks, alguns gluons i alguns antiquarks. Els barions més coneguts són els nucleons, és a dir, els protons i neutrons, a més d'altres partícules més massives conegudes com a hiperons. Dins dels barions, hi ha una intensa interacció entre els quarks a través dels gluons, que transporten la interacció forta. Com que els gluons tenen càrrega de color, en els barions les partícules que el contenen canvien ràpidament de càrrega de color, però el conjunt del barió roman amb càrrega de color neutre.
Els barions són també fermions, per tant, el valor del seu espín és 1/2, 3/2... Com totes les partícules, els barions tenen la seva partícula d'antimatèria anomenada antibarió, que es forma amb la unió de tres antiquarks. Sense comptar amb els nucleons, la majoria de barions són inestables.

### Mesons
Els mesons són partícules conformades per un quark, un antiquark i la partícula que les uneix, els gluons. Tots els mesons són inestables, malgrat això, poden trobar-se aïllats a causa del fet que les càrregues de color del quark i l'antiquark són oposades, i s'obté un mesó amb càrrega de color neutra. Els mesons són a més bosons, ja que la suma dels espins, dels seus quark-antiquark, més la contribució del moviment d'aquestes partícules, és un nombre enter. Es coneix també que els mesons tenen interaccions fortes, febles i electromagnètiques.
En aquest grup s'inclou el pió, el kaó, el psió, i molts d'altres. Pot ser que hi hagi també mesons exòtics, encara que no n'hi ha evidència experimental.

## Partícules hipotètiques
Entre les principals partícules conjecturades teòricament i que encara no han estat confirmades per cap experiment fins al 2008, es troben:
- El bosó de Higgs és l'única partícula del model estàndard no observada.[28] En la formulació del model electrofeble, és la partícula que podria explicar la diferència de masses dels bosons W i Z i el fotó; es postula que, per trencar espontàniament la simetria d'un camp de Yang-Mills, es necessita una partícula, ara coneguda com a bosó de Higgs. Aquesta partícula en un camp de Higgs donaria les respostes a aquest interrogant.[29] Els científics esperen descobrir el bosó de Higgs en el Gran Col·lisionador d'Hadrons (LHC, per les sigles en anglès), un accelerador de partícules que s'espera que entri en funcionament a la tardor del 2009, al CERN.[30]
- El gravitó és l'hipotètic bosó per a la interacció gravitatòria que ha estat proposat en les teories de la gravetat quàntica. No sol formar part del model estàndard perquè no s'ha trobat experimentalment. Es teoritza que interaccionaria amb leptons i quarks, i que no tindria massa.[31]

### Supersimetria
La teoria de supersimetria planteja l'existència de partícules supercompanyes de les actuals partícules existents; així, entre les més destacades, tenim:
- El neutralí és el millor candidat, en el model estàndard, per a partícula de matèria fosca. En la teoria de supersimetria, el neutralí és una partícula neutra, estable i superlleugera,[33] que no té una parella simètrica en les partícules ordinàries.[34]
- Els sleptons i els squarks són els companys supersimètrics dels fermions del model estàndard.[32]
- El fotí, el wino, el zino, el gravitins i el gluí són les partícules supercompanyes dels bosons.[32]

### D'altres
- Un WIMP (de l'anglès: 'partícula massiva que interacciona dèbilment') és una de moltes partícules proposades per explicar la matèria fosca (com el neutralí o l'axió).
- El pomeró, usat en la teoria Regge per a explicar el fenomen de la dispersió elàstica dels hadrons i la posició dels pols de Regge.
- El skirmió, un solitó topològic per al camp del pió, que es fa servir per a modelar les propietats a baixa energia del nucleó.
- El bosó de Goldstone és una excitació sense massa d'un camp en què la simetria ha estat trencada espontàniament. Els pions són gairebé bosons de Goldstone per la ruptura de la simetria de l'isoespín de la quiralitat en la cromodinàmica quàntica (no ho és perquè té massa).
- El goldstí (fermió) es produeix, llavors, per la ruptura espontània de la supersimetria pel bosó de Goldstone.
- L'instantó és una configuració de camp que és un mínim local d'una acció euclidiana. Es fan servir en càlculs no pertorbatius de l'efecte túnel.

### Classificació per velocitat
D'acord amb la seva massa i rang de velocitat assolible, les partícules hipotètiques (i les reals) es poden classificar en:
- Un tardió viatja més lent que la llum i té una massa en repòs no nul. Totes les partícules amb massa pertanyen a aquesta categoria.
- Un luxó viatja exactament a la velocitat de la llum, i no té massa. Totes les partícules bosòniques sense massa pertanyen a aquesta categoria; normalment, s'accepta que els neutrins també pertanyen a aquesta categoria.
- Un taquió és una partícula hipotètica que viatja més ràpid que la llum, i la massa ha de ser-ne imaginària. No s'han detectat exemples d'aquest tipus de partícula.

## Quasipartícules
Les equacions de camp de la física de la matèria condensada són molt similars a les de la física de partícules. Per això, molta de la teoria de la física de partícules es pot aplicar a la física de la matèria condensada, assignant a cada camp o excitació d'aquesta un model que inclou "quasipartícules". Aquestes inclouen:
- Els fonons, modes vibratoris en una estructura cristal·lina.
- Els excitons, que són la superposició d'un electró i un forat.
- Els plasmons, conjunt d'excitacions coherents d'un plasma.
- Els polaritons són la barreja d'un fotó i una altra de les quasipartícules d'aquesta llista.
- Els polarons, que són quasipartícules carregades en moviment que estan envoltades de ions en un material.
- Els magnons són excitacions coherents dels espins dels electrons en un material.

## Principals centres de recerca
En la física de partícules, els principals laboratoris internacionals són:
- CERN, localitzat prop de la ciutat suïssa de Ginebra, a cavall entre Suïssa i França. El seu principal equipament és el Large Hadron Collider o LHC, el col·lisionador de partícules més gran del món. Al CERN també s'hi troben altres acceleradors de partícules com el SPS (Super Proton Synchrotron) o el ISOLDE (Isotope Separator On Line DEvice). Un dels darrers gran èxits del CERN ha estat la detecció del bosó de Higgs l'any 2012.[35]

- Fermilab, situat a prop de Chicago, als Estats Units, disposa del Tevatró, que pot xocar protons i antiprotons i és el segon accelerador de partícules més energètic del món després del LHC.

- Laboratori Nacional Brookhaven, localitzat a Long Island (Estats Units), conté un accelerador relativista de ions pesants que pot topar ions pesants com l'or i protons polaritzats. Va ser el primer accelerador de ions pesants i és l'únic que pot accelerar protons polaritzats.

- DESY, localitzat al barri de Lurup a Hamburg (Alemanya), conté l'HERA que pot accelerar electrons, positrons i protons.

- KEK, localitzat a Tsukuba (Japó), és l'organització japonesa de recerca d'altes energies. Aquí hi ha hagut molts experiments interessants com l'experiment d'oscil·lació del neutrí i l'experiment per mesurar la violació de simetria CP en la fonda B.

- SLAC, localitzat a Palo Alto (Estats Units), conté el PEP-II, que pot topar electrons i positrons.

Aquests són els principals laboratoris, però n'hi ha molts més.